# Hennessey Venom GT
Pour les articles homonymes, voir Venom.
La Hennessey Venom GT est une supercar américaine basée sur le châssis et la carrosserie rallongés de la Lotus Exige, œuvre du préparateur Hennessey Performance Engineering.

## Technique
Propulsée par le V8 de 7,0 litres (LS7), doté de deux turbos et d'une boîte 6-rapports Ricardo plc, la Venom GT peut développer jusqu'à 1 244 ch. Elle réalise le 0 à 100 km/h en 2,7 s et atteint une vitesse maximale de 435,31 km/h.
Le freinage est confié à un système composite carbone/céramique.
La carrosserie provient de la Lotus Exige S2, produite à partir de 2001, et qui est en fait la version hypersport de la Lotus Elise. Cependant, la Hennessey Venom GT est bien plus longue et large que la Elise. Elle adopte un look plus effilé pour des raisons techniques (le moteur, en particulier, occupe une place importante et la voiture a dû être rallongée pour l'intégrer), ainsi que pour des raisons aérodynamiques (moins de frottements à l'air pour permettre d'atteindre des vitesses bien plus élevées ainsi que pour accroître la tenue de route)

## Performances
Ajustable en puissance sur trois niveaux (800, 1 000 et 1 244 ch), elle affiche un rapport poids/puissance minimal de 1/1.
Elle est détentrice, depuis le 23 janvier 2013, du record de l'accélération la plus rapide sur le 0 à 300 km/h, atteignant cette vitesse en 13,63 s sur la piste du Ellington Airport (Texas). Le temps est la moyenne de deux essais, l'un en 13,18 s et l'autre en 14,08 s. Pour le record, homologué par le Livre Guinness des records, la puissance était réglée au maximum, à 1 244 ch.
Le 3 avril 2013, elle atteint la vitesse de 427,6 km/h, atteinte au bout de 2 milles (3,2 km).
Le 14 février 2014, elle atteint la vitesse de 270,49 milles par heure (435,31 km/h) au centre spatial Kennedy, en Floride, mais sur un seul passage, la NASA n'ayant pas autorisé l'aller-retour nécessaire pour une homologation d'une vitesse moyenne ; une vitesse dépassant celle de la Bugatti Veyron Super Sport, qui détenait ce record depuis 2010 (269,86 milles par heure (434,3 km/h) sur une piste peu soumise aux vents). Toutefois, ce record n'est pas validé officiellement par le Livre Guinness des records ; pour l'homologation dans la catégorie « voiture de série », il aurait fallu que sa production soit au minimum de 30 exemplaires, alors qu'elle ne sera produite qu'à 29 exemplaires.

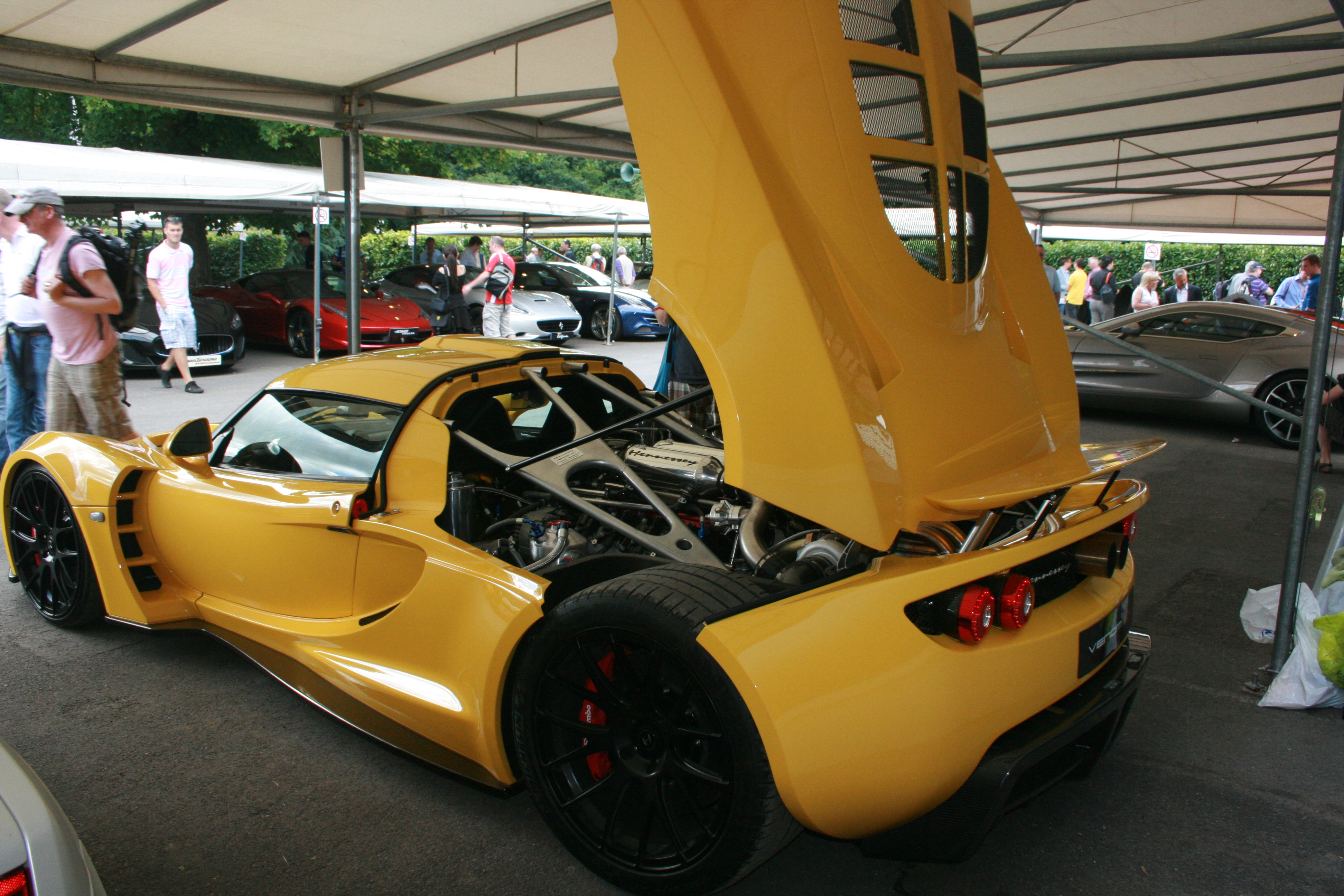
Vue arrière, capot moteur ouvert.